# Eupithecia gummaensis
Eupithecia gummaensis là một loài bướm đêm trong họ Geometridae.